# 村上祥子
村上 祥子（むらかみ さちこ、1942年2月18日 - ）は、日本の料理研究家、管理栄養士。福岡県出身。電子レンジを用いたレシピを積極的に開発したことから、電子レンジ調理の第一人者と評される。

## 略歴
福岡県立八幡高等学校を経て、福岡女子大学家政学部を卒業した翌月に結婚。夫の転勤先で同僚の妻に料理を教えたことがきっかけで、社宅で料理教室を開くようになった。数々の料理コンテストに出演する一方で、1985年から母校の福岡女子大学で栄養指導講座も担当した。それ以来「ちゃんと食べてちゃんと生きる」をモットーに「食べ力」をつけることへの提案、および実践的な食育指導を行う。特に、電子レンジを使った簡単な調理法によるレシピを積極的に開発し、電子レンジ調理の第一人者と評される。
50代を迎えると、福岡の自宅兼スタジオに加えて、東京にも仕事の拠点を構えた。当時は、飛行機の搭乗回数が1日3回、週に20回近くに上ることもあり、航空会社から予約の確認のとき間違いではないかとの問い合わせを受けるほどであった。その多忙ぶりから「空飛ぶ魔女」「空飛ぶ料理研究家」とも言われた。しかし、2014年の夫の死をきっかけに東京のスタジオは閉鎖した。
自身の考え方として「一日30品目の食品は無理で、15品目で1600kcalの食事を取れば十分」と述べている。「電子レンジ発酵パン」をはじめ「バナナ黒酢」「たまねぎ氷」など数々のヒットレシピを持つ。

## 著書

### 20世紀
- 『フライパンクッキング』（学習研究社、ユアコースシリーズ）1976
- 『わたしの家事(秘)ノート お料理上手は暮らし上手』（講談社） 1985.4
- 『イキイキさち子の家庭料理』（西日本新聞社） 1987.5
- 『イキイキさち子のお菓子いっぱい』（西日本新聞社） 1989.7
- 『いまどきのキッチン(秘)ノート 料理大好きミセスの"食"のハウツウブック』（講談社） 1990.1
- 『続・イキイキさち子の家庭料理』（西日本新聞社） 1991.7
- 『アイディアいっぱいの家庭料理』（講談社、マイ・ベストクッキング） 1991.9
- 『NHKきょうの料理 食物繊維20gメニュー 大腸がんを防ぐ食事』（日本放送出版協会） 1994.5
- 『NHKきょうの料理 ビタミンA・C・Eメニュー がん・成人病を防ぐ食事』（日本放送出版協会） 1994.7
- 『低コストを楽しむお料理と献立』（グラフ社、マイライフシリーズ） 1994.7
- 『祥子さんのローカロリーお菓子』（講談社） 1995.1
- 『すぐにごはんの手間なしクッキング 1品が10通りにおいしく変身』（講談社） 1995.9
- 『お料理上手コツのコツ 手間を省いて、おいしいものを』（講談社） 1996.10
- 『2人分15分の電子レンジおかず』（講談社、レシピ1・2・3） 1996.3
- 『はじめてのお菓子 簡単でおいしい』（主婦の友社） 1997.1
- 『園児のバランス弁当 8週間カレンダーと実物大おかずカタログ』（女子栄養大学出版部、初めてシリーズ） 1997.2
- 『わたしだけのカンタン料理(秘)レシピ』（講談社+α文庫) 1997.9
- 『毎日がおいしい工夫 すぐ作りたくなる感激のレシピだけを128点』（講談社のお料理book) 1998.11
- 『20分でおいしい晩ごはん』（三笠書房、知的生きかた文庫） 1998.6
- 『ワッフル＆パンケーキ わが家で簡単に手作りできる25レシピ』（世界文化社） 1998.6
- 『電子レンジと手早い工夫の時代です。』（講談社のお料理book） 1999.10
- 『わたしだけのスピードクッキング(秘)レシピ』（講談社+α文庫） 1999.10
- 『電子レンジに夢中 カンタン、早い、おいしい!!』（講談社） 1999.2
- 『早うま料理 早い、うまい、やさしい!』（グラフ社、マイライフシリーズ） 1999.3
- 『1800kcalの健康献立 働き盛り育ち盛りの元気を作る献立のたて方教えます』（監修・献立作成・料理、女子栄養大学出版部） 2000.1
- 『村上祥子のらくらく冷凍・解凍クッキング 冷凍保存でムダなくおいしく食べきる』（ブックマン社、村上祥子のらくらくシリーズ） 2000.11
- 『味つけひとつでなんでも料理』（女子栄養大学出版部） 2000.11
- 『ママと子どもがハマるお料理手品』（講談社） 2000.3
- 『村上祥子の電子レンジらくらくクッキング』（ブックマン社） 2000.5
- 『包丁もまな板もいらないフードプロッセッサーで「ハイ!」料理』（講談社のお料理book） 2000.6
- 『日々これ、日本のおかず』（家の光協会） 2000.9

### 2010年まで
- 『村上祥子の1人分でもおいしい電子レンジらくらくクッキング』（ブックマン社、村上祥子のらくらくシリーズ） 2001.10
- 『村上祥子の1カ月らくらくおべんとうクッキング Lunch box 1カ月の基本レシピをローテーション むずかしいことなし!』（ブックマン社、村上祥子のらくらくシリーズ） 2001.3
- 『これでいいの! 15食品365日の食生活』（講談社） 2001.4
- 『これが新・定番おかずです。 味つけ簡単、だしいらず、スーパーの材料でできる』（料理製作・監修、婦人生活社、婦人生活ファミリークッキングシリーズ） 2001.5
- 『村上祥子流 作り方のコツ・食べ方のコツ』（河出書房新社） 2002.1
- 『フライパンも鍋もいらない! 100%電子レンジメニュー』（講談社のお料理book） 2002.1
- 『超カンタン! 村上祥子のスープ革命』（講談社） 2002.10
- 『電子レンジでおいしい四季 :冬』（河出書房新社） 2002.11
- 『村上祥子の電子レンジでらくらくパン作り』（ブックマン社、村上祥子のらくらくシリーズ） 2002.11
- 『こんなにカンタン手作りパン 電子レンジで30秒発酵』（サンリオ） 2002.11
- 『村上祥子の電子レンジでパン大革命!』（扶桑社、別冊エッセ） 2002.12
- 『最速35分!! 決定版! 村上祥子の電子レンジで焼きたてパン最新レシピ70』（宝島社、お料理bookシリーズ） 2002.12
- 『村上祥子の電子レンジ30秒発酵! おうちでらくらく40分で焼きたてパン』（ブックマン社、村上祥子のらくらくシリーズ） 2002.3
- 『超カンタン! 村上祥子のサラダ革命』（講談社のお料理book） 2002.3
- 『村上祥子の早!レシピ』（家の光協会） 2002.4
- 『5分でできるカフェべんとう』（講談社のお料理book） 2002.6
- 『電子レンジ料理入門塾』（料理制作・監修、婦人生活社、婦人生活ファミリークッキングシリーズ） 2002.6
- 『45分で電子レンジパン』（永岡書店） 2002.8
- 『村上祥子流 私の医食同源』（河出書房新社） 2003.1
- 『超カンタン! 村上祥子のチーズケーキ革命』（講談社） 2003.10
- 『すっごく簡単! 村上祥子の電子レンジでここまでできた! 15分和食』（芝パーク出版） 2003.10
- 『村上つけもの工房 電子レンジであっというまにできあがり』（家の光協会） 2003.11
- 『秒速! おつまみ小料理 むらかみ亭』（講談社） 2003.11
- 『村上祥子のラクラク電子レンジ離乳食』（講談社） 2003.11
- 『村上祥子のとっておき鍋料理』（池田書店） 2003.11
- 『すっごく簡単! 村上祥子の電子レンジで玄米ごはん』（芝パーク出版） 2003.11
- 『村上祥子のふんわりパン』（永岡書店） 2003.2
- 『村上まんじゅう堂』（家の光協会） 2003.2
- 『簡単! 電子レンジレシピ100 いれて・チンして・できあがり』（永岡書店） 2003.2
- 『村上祥子の今どきキホン定食 これだけは覚えたい!和・洋・中』（宝島社、お料理bookシリーズ） 2003.3
- 『村上祥子のおいしいレシピ』（三笠書房、知的生きかた文庫） 2003.3
- 『村上祥子の温野菜レシピ集』（全国学校給食協会、月刊「学校給食」別冊、給食大好き!シリーズ） 2003.3
- 「料理でわかるふしぎ・びっくり!? 身近な食べものから広がる好奇心」全5巻（監修、河出書房新社） 2003.4 
  1. 『固まる! ふくらむ! 料理で手品 台所は驚きと発見がつまった実験室。』
  2. 『楽しくおいしくクッキング! 調理のきほんを知れば、料理が楽しくなる。』
  3. 『調べてなっとく! 保存食 食べものを長く保存するためには、ひみつがある。』
  4. 『食べて学ぼう! からだと栄養 バランスよく食べるってどういうこと?』
  5. 『つくって味わう! 世界の料理 国や地域がちがうと、食べものや食文化もちがう。』
- 『ムラカミ天然酵母パン 電子レンジで30秒発酵・白神こだま酵母で50分』（家の光協会） 2003.5
- 『わっ、おいしい! 人気のレンジおかず 村上祥子の電子レンジクッキング』（長澤路子編、学習研究社） 2003.5
- 『超カンタン! 村上祥子のパスタ革命』（講談社） 2003.5
- 『オーブンもはかりもいらない電子レンジのおやつ』（日本文芸社） 2003.5
- 『すっごく簡単! 村上祥子の電子レンジで焼きたてパン屋さん 決定版』（芝パーク出版） 2003.5
- 『村上祥子の電子レンジでらくらく栄養スープ』（ブックマン社、村上祥子のらくらくシリーズ） 2003.6
- 『村上祥子のワクワクはじめてクッキング ママと子どものお菓子のレシピ』（主婦と生活社） 2003.6
- 『村上祥子のわぁ、簡単! 10分でできる電子レンジ 傑作レシピ』（主婦と生活社、週刊女性別冊） 2003.8
- 『村上祥子の電子レンジで「デパ地下」スイーツ』（芝パーク出版） 2003.8
- 『親子で楽しむ手作りパン 村上祥子のおやつ＆おかずパン 最新レシピ』（サンリオ） 2003.8
- 『速効! ごはん力100』（講談社） 2003.9
- 『村上祥子の電子レンジでらくチン離乳食』（主婦と生活社） 2004.1
- 『電子レンジでハイ! おつまみ 村上祥子の電子レンジクイックレシピ』（学習研究社） 2004.1
- 『村上祥子のがんばらなくてもおいしいレシピ』（講談社+α文庫） 2004.1
- 『4つの素材でこんなにできちゃう! 村上祥子のお料理手品』（ブックマン社、村上祥子の食べ力book） 2004.1
- 『村上祥子の1分からできる電子レンジお菓子』DVD版 （講談社DVDブック） 2004.10
- 『村上祥子流 乾物のおかず』（家の光協会） 2004.11
- 『簡単! 1人分・電子レンジレシピ ムダなく、手早く、いつものおかず』（永岡書店） 2004.11
- 『すっごく簡単! 村上祥子の電子レンジで肉と魚の10分おかず』（芝パーク出版） 2004.11
- 『ぱぱっと簡単おべんとう!』（永岡書店） 2004.2
- 『30秒からできる電子レンジのお菓子革命』（講談社のお料理book） 2004.3
- 「すっごく簡単! 村上祥子の電子レンジで10分べんとう』（芝パーク出版） 2004.3
- 『電子レンジで基本とばしのヘルシーごはん』（アスコム） 2004.3
- 『電子レンジで野菜のおかず すぐがうれしい 村上祥子の電子レンジクイックレシピ』（学習研究社） 2004.4
- 『村上祥子の健康レストラン たっぷり食べて生活習慣病を防ぐ!』（講談社） 2004.4
- 『すっごく簡単! 村上祥子の電子レンジで行列パン屋さん』（芝パーク出版） 2004.4
- 『電子レンジ万能レシピ101』（主婦の友社） 2004.5
- 『電子レンジでおいしい料理』（西東社） 2004.6
- 『すっごく簡単! 村上祥子の電子レンジで手づくりピザ屋さん』（芝パーク出版） 2004.6
- 『村上祥子のおもてなし料理』（日本文芸社） 2004.7
- 『村上祥子流・電子レンジでできる 使いっきりのたれ・ソース』（日本文芸社） 2004.7
- 『秒速! 電子レンジでお菓子やさん』（講談社） 2004.7
- 『村上さんちのパパッとおいしい圧力鍋レシピ』（PHP研究所） 2004.8
- 『すっごく簡単! 村上祥子の電子レンジで野菜のレストラン』（芝パーク出版） 2004.8
- 『村上祥子の電子レンジおかず＆パン 決定版』（主婦の友社） 2004.9
- 『村上祥子の電子レンジでマタニティー・クッキング』（小学館） 2004.9
- 『村上祥子流フレッシュジャム』（家の光協会） 2005.10
- 『10分で、ハイ晩ごはん!』（主婦と生活社、別冊すてきな奥さん） 2005.11
- 『高圧なべで魔法の1分料理 切って入れて火にかけるだけ!』（宝島社） 2005.12
- 『ムラカミ流 すっきりキッチンの法則』（講談社） 2005.12
- 『まぜて・焼くだけ・パン 村上祥子の新レシピ』（芝パーク出版） 2005.12
- 『勉強の前に、まずごはん! 村上祥子の「食べ力」3分レッスン』（全国学校給食協会） 2005.3
- 『電子レンジで作る人気のおかずと天然パン 村上祥子の簡単クッキング大全集』（芝パーク出版） 2005.3
- 『電子レンジで自炊ごはん』（学習研究社） 2005.4
- 『村上祥子流 お酢レシピ』（家の光協会） 2005.5
- 『村上祥子さんのおうちでふんわり焼きたてパン 電子レンジで発酵30秒30分からできあがり!』（ベネッセコーポレーション） 2005.6
- 『おいしい!味つけ方程式 うまさの決め手は調味料 1:1:1』（永岡書店） 2005.7
- 『村上祥子のおいしい寒天レシピ』（扶桑社mook） 2005.8
- 『すぐに使える電子レンジの裏ワザ・決めワザ120』（朝日文庫） 2005.8
- 『レンジで楽チン! 糖尿病レシピ』（新星出版社） 2005.9
- 『村上祥子の電子レンジで野菜料理100』（家の光協会） 2006.10
- 『村上祥子の電子レンジでおいしい和食 もっと簡単! おうち定食』（主婦と生活社、別冊週刊女性） 2006.11
- 『ごちそうひとり鍋 食材使いまわし! 野菜たっぷり! 毎日違う味!』（扶桑社、別冊エッセ） 2006.12
- 『かんたん・かわいい・おいしいスペシャルチョコレート』（セブン&アイ出版） 2006.2
- 『魔法のおやつbook』（講談社） 2006.4
- 『村上祥子流 ねばとろ健康レシピ』（家の光協会） 2006.6
- 『村上祥子のおいしい酢イーツ 簡単レシピでさわやか＆ヘルシー!』（主婦と生活社、別冊週刊女性） 2006.7
- 『バナナ酢「毒出し」ダイエット』（アスコム） 2006.7
- 『お腹すっきりダイエットレシピ 村上祥子のバナナ酢＆フルーツ酢』（宝島社） 2006.9
- 『村上祥子のおなじみ家庭料理』（講談社+α文庫） 2006.9
- 『電子レンジで30秒発酵のこねない焼くだけかんたんパン 基本の生地はまぜるだけ! 決定版』（永岡書店） 2006.9
- 『村上祥子の基本と裏ワザ お料理基礎知識』（永岡書店） 2007.1
- 『5分でできる! ヘルシー朝ごはん 日替わりでテーマを決めれば、バランスもバッチリ!』（扶桑社、別冊エッセ） 2007.10
- 『村上祥子のおいしく食べて糖尿病を治すバランスレシピ』（板倉弘重医学監修、永岡書店） 2007.11
- 『村上祥子の10分間で簡単! 早うま電子レンジごはん』（宝島社） 2007.2
- 『圧力鍋1分加圧で手作りカレー』（ブックマン社） 2007.2
- 『とっておきチョコレート はじめてでもかんたん! かわいい!』（セブン&アイ出版） 2007.2
- 『電子レンジ超早っ! レシピ105 おいしい、簡単1分から作れる』（永岡書店） 2007.2
- 『村上祥子の好き嫌いをなくす子ども料理教室』（PHP研究所） 2007.4
- 『かんたんパン はじめてでもおいしい! 村上祥子の決定版』（セブン&アイ出版） 2007.4
- 『村上祥子さんちの日替わりすし酢レシピ おすし、おかず、麺からスイーツまで簡単61品』（小学館、女性セブン増刊） 2007.7
- 『バランスひとりごはん 食材使いまわし! 10分で完成!500 kcal以下!』（扶桑社、別冊エッセ） 2007.7
- 『レンジで(楽)チン! 体脂肪を減らすレシピ』（新星出版社） 2007.7
- 『電子レンジで1600kcalのリセットレシピ 3日に1度のごちそうご飯でらくらくダイエット』（PHP研究所） 2007.9
- 『らくチン! 10分でできる園児のおべんとう』（PHP研究所） 2008.11
- 『糖尿病のための絶対おいしい献立 村上祥子の電子レンジでかんたん!』（ブックマン社） 2008.11
- 『にく 村上祥子の食べ力えほん はじめての食育』 (オームラトモコ絵、金の星社） 2008.2
- 『さかな 村上祥子の食べ力えほん はじめての食育』 (オームラトモコ絵、金の星社） 2008.2
- 『やさい 村上祥子の食べ力えほん はじめての食育』 (オームラトモコ絵、金の星社） 2008.2
- 『村上祥子の電子レンジで野菜たっぷり定番おかず』（PHP研究所） 2008.3
- 『料理初心者の安心ごはん おなかがすいても自分で作って食べられる!!』（小学館） 2008.4
- 『パスタ＆サラダ＆スープ183 決定版』（講談社） 2008.5
- 『小学生のキッチンでおやつマジック 実験しながら、おやつが作れる!』（料理製作・監修、学習研究社） 2008.7
- 『村上祥子のかんたん豆料理』（家の光協会） 2008.7
- 『しあわせ米粉クッキング』（家の光協会） 2008.9
- 『村上祥子の野菜たっぷりのおかず』（日本文芸社） 2008.9
- 『簡単! 国産米粉のパン＆お菓子 すぐ作れて、もちもちおいしい』（永岡書店） 2009.1
- 『村上さんちの加圧1分! 圧力鍋レシピ いつものおかずが一瞬で驚くほどおいしくなる! 炊き込みごはん、和風煮もの、蒸しもの、野菜料理、スープ…』（PHP研究所） 2009.11
- 『村上さんちのサッとつくれる冷めてもおいしいおかず』（PHP研究所） 2009.2
- 『村上祥子のこどものおべんとう たった3分で、同時におかず2品! こどものことをちゃんと考えた、おいしさ＆栄養バランス満点べんとう』（新星出版社） 2009.3
- 『小学生のパンとケーキのおやつマジック 楽しく実験しながら、作れる!』（料理製作・監修、学習研究社） 2009.3
- 『Murakami magicでハッピー介護食 かみやすく飲み込みやすく、人気メニューが大変身。』（中央法規出版） 2009.4
- 『村上祥子のおひとりさまごはん いつもすてきに暮らしたい!』（女子栄養大学出版部） 2009.6
- 『村上祥子のおうちでハッピー介護食 レンジで楽々! 1、2、3でハイッできあがり! パパッと作れて安心! おいしい! 毎日の定番レシピ』（河出書房新社） 2009.7
- 『10分でできるカンタン! 液みそレシピ』（日本文芸社） 2010.1
- 『オーブントースターでふっくらもちもちおいしいパン こねない! 生地をひと晩冷蔵庫に入れて、焼くだけ』（永岡書店） 2010.10
- 『村上祥子の電子レンジ料理百科 決定版』（学研パブリッシング） 2010.3
- 『今日から使える手抜き冷凍保存手帖 時間ができるお金がたまる野菜がとれる』（ブックマン社） 2010.4
- 『オーブンもはかりもいらないかんたんレンジおやつ』（日本文芸社） 2010.6
- 『小学生の電子レンジのおやつマジック 実験しながら、おやつが作れる! おやつマジックcooking』（料理製作・監修、学研教育出版） 2010.9

### 2011年以降
- 『2時間でできる! 1週間分の作りおきおかず』（PHP研究所） 2011.1
- 『小学生のチョコレートのおやつマジック 楽しく遊びながら、作れる!』（料理製作・監修、学研教育出版） 2011.1
- 『新冷凍保存のコツ＆おかずレシピ』（成美堂出版） 2011.3
- 『電子レンジ簡単レシピ100+ いれて・チンして・いただきます!』（永岡書店） 2011.5
- 『食材すっきり使いきり裏ワザ131』（講談社+α文庫） 2011.7
- 『ふたりのおいしい介護食 ふだんの料理がやわらかく食べやすい 栄養バランス満点の献立つき』（女子栄養大学出版部） 2011.9
- 『病気にならない! たまねぎ氷健康法』（周東寛監修、アスコム） 2012.11
- 『おふたり様のシンプルライフ 人生後半を生きる夫婦の健康で幸せに暮らすヒント』（PHP研究所） 2012.11
- 「新シリコンスチーマーで電子レンジ調理のコツ＆おかずレシピ』（成美堂出版） 2012.7
- 『たまねぎ氷が血糖値を下げる! おいしい糖尿病レシピ』（家の光協会） 2012
- 『村上祥子の病気にならないぞ! 噂のにんじんクッキング がんを抑える!「にんじん氷」とにんじんいっぱいレシピ 』（セブン&アイ出版） 2013.10
- 『毎日ひとかけでパワーチャージ! にんにくスーパーレシピ 日本一の食材で、カンタンおいしい健康生活』（JTBパブリッシング） 2013.11
- 『シニアの健康ごはん かんたんでおいしい! ムラカミ式健康長寿レシピ86 全レシピエネルギー量・塩分量・糖質量表示つき』（宝島社） 2013.12
- 『スゴい! たまねぎ氷レシピ ハンディ版』（周東寛監修、宝島社） 2013.12
- 『驚異のパワーたまねぎ氷20倍健康法』（周東寛監修、永岡書店） 2013.3
- 『病気にならない! たまねぎ氷健康レシピ』（アスコム） 2013.3
- 『からだスッキリ! たまねぎ氷ダイエット』（周東寛監修、成美堂出版） 2013.3
- 『村上祥子の病気にならないぞ! 噂のたまねぎクッキング 話題の「たまねぎ氷」からのたまねぎいっぱいレシピ』（セブン&アイ出版） 2013.4
- 『スゴい!たまねぎ氷レシピ 1日2個のたまねぎ氷で驚異の健康効果!』（周東寛監修、宝島社） 2013.4
- 『たまねぎ氷健康ダイエット 豊富な健康成分で簡単にヤセる!プチ不調、生活習慣病も改善! 決定版』（主婦と生活社、別冊すてきな奥さん） 2013.4
- 『たまねぎ氷とトマト氷 からだが喜ぶ最強コンビ』（日東書院本社） 2013.5
- 『たまねぎ氷ダイエット キレイにやせて病気知らずの体をつくる!』（幻冬舎ルネッサンス） 2013.5
- 『たまねぎ氷かんたん健康レシピ これなら、ぜったい毎日続けられる!』（世界文化社、別冊家庭画報） 2013.6
- 『村上祥子の病気にならないぞ! 噂のトマトクッキング 話題の「トマト氷」からのトマトいっぱいレシピ』（セブン&アイ出版） 2013.7
- 『たまねぎ氷スムージー&スープ健康法』（家の光協会） 2013.7
- 『本当にすごい! やさい氷健康法 フィトケミカルで体は若返る!』（カンゼン） 2013.7
- 『たまねぎ生姜ジャム健康法』（周東寛監修、中経出版） 2013.7
- 『おいしい健康法 野菜氷レシピ スティック型製氷トレー付き!!』（成美堂出版） 2013.8
- 『作りおきで楽うま! 糖尿病レシピ 無理なく続く! 一生役立つ!』（PHP研究所） 2013.8
- 『糖尿病のためのごちそうスープ おいしく食べて糖尿病を防ぐ!』（PHP研究所） 2014.1
- 『たまねぎ氷で健康になる! シリーズ累計23万部突破! ベストセラー最新刊!』（周東寛監修、宝島社） 2014.10
- 『Philips公式 村上祥子のノンフライヤープラス500kcal満腹食堂148レシピ』（講談社） 2014.10
- 『スープジャーで作る超ローカロリーベストレシピ ダイエット革命』（レシピ監修、宝島社） 2014.10
- 『真空容器で作りおきサラダBOOK 時短に!保存に!』（宝島社） 2014.11
- 『朝・昼・晩はじめてのシニアの1人分ごはん 少ない素材でムダなくおいしい』（家の光協会） 2014.11
- 『にんたまジャムで作る免疫力スープ 魔法のひとさじで体質改善!』（ブックマン社） 2014.12
- 『村上祥子の超健康! にんたまジャムレシピ110』（主婦と生活社） 2014.12
- 『これなら作れるシニアの1人分ごはん 少ない素材で簡単! ムダなし!』（家の光協会） 2014.3
- 『村上祥子の病気にならないぞ! たまねぎ氷〈大さじ1氷〉血管元気レシピ』（セブン&アイ出版） 2014.4
- 『もう病気が怖くない! たまねぎ氷&にんにくジャム ヘルシー＆スタミナ満点のレシピ集』（ダイアプレス） 2014.6
- 『村上祥子の「にんたまジャム」健康レシピ にんにく＆たまねぎの元気成分が効く!』（主婦と生活社） 2014.8
- 『1日2さじにんたまジャム健康レシピ186』（（講談社） 2015.1
- 『らくちん! ひとり分お惣菜 かんたん! ムダなし! 少ない食材で素早く調理!』（辰巳出版） 2015.10
- 『1食の塩分2g以下! 500kcal減塩弁当』（（講談社） 2015.10
- 『オーブンもはかりもいらない毎日うれしい電子レンジのおやつ』（日本文芸社） 2015.11
- 『糖質80%オフのおいしいブランパンレシピ 毎日食べても太らない!』（永岡書店） 2015.2
- 『噂のグラノーラ 手作りできた!』（セブン&アイ出版） 2015.3
- 『「食事」でボケずに長生きする! 認知症を予防する「脳いきいき」レシピ 脳にいい食事 血管にいい食事 筋肉にいい食事』（双葉社スーパームック) 2015.3
- 『Philips公式 村上祥子のノンフライヤープラス5分からできる焼きたてパン』（講談社） 2015.3
- 『とっておき! 冷凍保存レシピ 冷凍マリネでもっと手早く、もっとおいしく』（東京書店） 2015.4
- 『ボケない介護食。しかも、美味しい。』（ブックマン社） 2015.5
- 『酢たまねぎでおいしく健康レシピ 体が10歳若返る! やせる! 不調撃退!』（学研パブリッシング） 2015.6
- 『塩分1食2g以下なのにコク旨! 「減塩」レシピ』（講談社） 2015.6
- 『キッチンでおやつマジック大百科 実験しながら、おやつが作れる!』（料理製作・監修、学研教育出版） 2015.7
- 『手づくり発酵食 電子レンジでスピードアップ! もっと手軽に、もっと健康に』（日本文芸社） 2016.10
- 『魔法の粉「れんこんパウダー」健康法』（講談社のお料理BOOK） 2016.10
- 『ジンたまジャムでヘモグロビンA1cが下がる! ジンジャー＋たまねぎ最強の組み合わせ!』（川嶋朗医学監修、主婦の友社） 2016.11
- 『レモン酢でやせる! 超健康になる! 一晩で作れる! 甘くておいしい!』（マキノ出版、ビタミン文庫） 2016.11
- 『100歳までの元気をつくる安心スープ 認知症予防にはコレ!』（セブン&アイ出版） 2016.3
- 『安心みそ汁365 認知症予防にはコレ!』（セブン&アイ出版） 2016.9
- 『電子レンジで簡単絶品 シニアの1人分ごはん』（宝島社） 2017.1
- 『100歳まで元気でいるためのパパッと簡単! 作りおき 体を丈夫にする食べ方の工夫』（PHP研究所） 2017.3
- 『村上レンチン食堂の「15分で2品」定食 (講談社のお料理BOOK） 2017.5
- 『頑張らない台所 60歳からはラクしておいしい』（大和書房） 2018.12
- 『血管が若返る水煮缶レシピ』（川端輝江監修、永岡書店） 2018.5
- 『キッチンで楽しむ! おやつの実験 遊びながら科学を学べる』（宝島社） 2018.8
- 『レンチン1回で頑張らない電子レンジのおかず 60歳からは食べて健康に!』（大和書房） 2019.12
- 『一日一杯のみそ汁が、不調に効く! みそ玉』（藤田紘一郎医学監修、永岡書店） 2019.2
- 『凍ったまますぐ使える1人分冷凍パック たった4分チンするだけでおかずにもスープにも』（大和書房） 2019.7
- 『人気レシピ集めました! 村上祥子のシニア料理教室 生徒さんに選ばれた健康レシピ130』（女子栄養大学出版部） 2020.1
- 『楽してヘルシー コンビニかんたんごはん 村上流コンビニ食材100%活用術!』（海竜社） 2020.12
- 『村上祥子の電子レンジでシニアごはん 初心者こそ試してほしい厳選100レシピ』（宝島社） 2020.3
- 『簡単! 電子レンジの法則 次から、レシピを見ないで作れる!』（辰巳出版） 2020.6
- 『村上祥子の家族に届けるおかず レンチンですぐに食べられる、おいしい栄養満点レシピ』（宝島社） 2020.9
- 『料理家村上祥子式 78歳のひとり暮らし ちゃんと食べる!好きなことをする!』（集英社） 2020.9

### 共著
- 『料理塾 小さな焼き菓子とテディベア お菓子とテディベアを作ってみませんか?』（みやたきのこ共著、グラフ社、マイライフシリーズ、お料理塾シリーズ） 1997.1
- 『電子レンジで朝ごはん』（中山庸子共著、講談社） 2000.2
- 『お料理上手の生ハムレシピ 季節の食材と作る』（田口成子共著、講談社） 2000.9
- 『ムラカミマジックでうちごはん優等生!』（料理・レシピ、中山庸子本文・イラスト、マガジンハウス） 2004.5
- 『電子レンジで愛情離乳食』（高野優共著、講談社） 2004.6
- 『村上祥子の英語で教える日本料理』（ジャパンブック、EJ対訳ブックス） 2007.5 
  - 『村上祥子の英語で教える日本料理』（Elizabeth A.Freud訳、ジャパンブック、EJ対訳ブックス） 2009.10
- 『医師がすすめる! 酢タマネギ薬食術』（周東寛共著、マキノ出版、ビタミン文庫） 2015.6
- 『電子レンジを活用した調理 加熱特性を知り健康を支援する』（肥後温子共著、建帛社） 2020.2